# Hr1

«ХР1» (hr1) — 1-я программа Гессенского радио.

## История
В 1924 году на средних волнах была запущена частная радиостанция Südwestdeutsche Rundfunkdienst, в 1925 году контрольный пакет акций был национализирован, в 1932 году полностью национализирована, в 1933 году была переименована в Südwestdeutsche Rundfunk, в 1934 году была включена в состав государственной радиокомпании Reichsrundfunk и переименована в Reichssender Frankfurt, в 1940-1941 гг. стала региональным блоком радиостанции Reichsprogramm. В 1945 году прекратила вещание.
1 июня 1945 Военная администрация американской зоны оккупации Германии на средних волнах запустила радиостанцию Radio Frankfurt. Студия радиовещания располагалась в Бад-Наухайме. 2 сентября 1948 был принят закон «О Гессенском радиовещании», который предоставил земле Гессен относительную независимость в сфере радиовещания. 29 января 1949 официально Радио Франкфурт перешло из распоряжения американской администрации в распоряжение немцев по указу военного губернатора генерала Люциуса Д. Клэя. В 1980-е годы официальным названием радиостанции было «Erstes Program» (с нем. — «Первая программа»). Сокращение hr1 появилось только в середине 1980-х годов и было официально принято 6 октября 1986 после того, как появилась радиостанция hr4 (в то же время свои наименования получили радиостанции hr2 и hr3).

## Программа
Вещание радиостанции hr1 ведётся с 5:00 и до полуночи (по выходным с 6:00). Ниже приводится программа передач на май 2013 (оригинальные названия программ).
| Время | Будни        | Суббота           | Воскресенье    |
| ----- | ------------ | ----------------- | -------------- |
| 00:00 | ARD-Popnacht | ARD-Popnacht      | ARD-Popnacht   |
| 05:00 | Start        | ARD-Popnacht      | ARD-Popnacht   |
| 06:00 | Start        | Start             | Start          |
| 07:00 | Start        | Start             | Start          |
| 08:00 | Start        | Start             | Start          |
| 09:00 | Start        | Reinke am Samstag | Start          |
| 10:00 | hr1 10-12    | Reinke am Samstag | Talk           |
| 11:00 | hr1 10-12    | Reinke am Samstag | Talk           |
| 12:00 | hr1 12-14    | Dolce Vita        | Mixtape        |
| 13:00 | hr1 12-14    | Dolce Vita        | Mixtape        |
| 14:00 | hr1 14-16    | Dolce Vita        | Mixtape        |
| 15:00 | hr1 14-16    | Arena             | hr1 Am Sonntag |
| 16:00 | hr1 16-19    | Arena             | hr1 Am Sonntag |
| 17:00 | hr1 16-19    | Arena             | hr1 Am Sonntag |
| 18:00 | hr1 16-19    | Arena             | hr1 Am Sonntag |
| 19:00 | Lounge       | Lounge            | Lounge         |
| 20:00 | Lounge       | Lounge            | Lounge         |
| 21:00 | Lounge       | Lounge            | Lounge         |
| 22:00 | Lounge       | Lounge            | Lounge         |
| 23:00 | Lounge       | Lounge            | Lounge         |

## Критика
Летом 2004 года радиостанция, которая была главной информационной радиостанцией Гессена, сменила свою концепцию для радиослушателей в возрасте от 40 до 60 лет (стали исполняться песни, популярные ориентировочно с 1965 по 1985 годы). Это вызвало массовое недовольство радиослушателей, и к 2005 году hr1 потеряла около четверти своей аудитории.
В 2009 году прекратила свои выпуски информационная программа «Der Tag» (с нем. — «День»), что вызвало ещё один поток недовольства и возмущения. В итоге руководство Гессенского радио вынуждено было вернуть программу на радиостанцию hr2 в июле 2009 года, а также начать её трансляции ежедневно в 23:05 на hr-info, но и это вызвало недовольство радиослушателей, поскольку рейтинг политических программ на этих радиостанциях был невысоким.